# This Land Is My Land
This Land is My Land (укр. Ця земля — моя земля) — відеогра в жанрі стелс-екшн, яка розроблена та опублікована українською компанією Game Labs. Дія гри розгортається на Дикому Заході у XIX столітті, головний герой — індіанець, який чинить опір конкістадорам.

## Ігровий процес
This Land is My Land — стелс-екшн, дія якого відбувається у відкритому світі, що нагадує Дикий Захід XIX століття. Гравці керують чоловіком з невизначеного плем'я, з невизначеного проміжку часу, а також союзниками (NPC), які допомагають у розвідці та виконуванні інших обов'язків. Ігровий процес зводиться до захисту корінного населення Америки від некорінних поселенців. Гравець може використовувати зброю, встановлювати пастки та приманки, а також сідати на коня, щоб подорожувати.
«Беріть свій вірний лук, швидкого коня та поверніть землі свого народу. Бийтесь із патрулями, пробирайтесь у форти та поселення, досліджуйте прекрасний світ, створюйте зброю та ліки, полюйте на тварин і приведіть своє вірне плем'я до перемоги.» — зазначають розробники на сторінці гри в Steam.
Гравець отримує змогу вибрати різні підходи до розв'язання кожної проблеми чи загрози, з якою плем'я гравця зіткнеться на довгому шляху повернення рідного краю. У грі можна досліджувати світ площею 160 кв. кілометрів з трьома біомами. Гравцеві доведеться вступати в бій з дорожніми патрулями, перешкоджати розвитку міст, підривати залізниці та робити все, що вважає за потрібне, щоб зупинити розповсюдження ворожих сил на законній землі. Світ змінюється щоразу, коли гравець перезапускає гру. Міста ростуть по-різному, табори розвиваються в змінених місцях, а патрулі йдуть за новими маршрутами, так що в гравця не залишається жодних орієнтирів з останнього проходження.
У грі також є система «карми», яка карає гравця за насильницьку помсту європейським колонізаторам.

### Перелік DLC
- This Land Is My Land Founders Edition (20 листопада 2019)

## Розробка й випуск
Гра This Land is My Land розроблялась компанією Game Labs, яка раніше працювала над серією Ultimate General та багатокористувацькою онлайн-грою Naval Action. Гра була випущена через Steam Early Access на Microsoft Windows наприкінці 2019 року; повна версія гри була випущена 20 жовтня 2021 року.

## Системні вимоги

### Мінімальні вимоги
- Процесор: Intel Core i5 2.4Ghz або аналогічний
- Відеокарта: Nvidia Geforce GTX 950 або аналогічна
- Оперативна пам'ять: 8 ГБ
- Жорсткий диск: 12 ГБ
- Операційна система: Windows 7 (64bit)
- DirectX: версії 11
- Мережа: широкосмугове підключення до Інтернету

### Рекомендовані вимоги
- Процесор: Intel Core i7 3.2Ghz або аналогічний
- Відеокарта: Nvidia Geforce GTX 1070 або аналогічна
- Оперативна пам'ять: 16 ГБ
- Жорсткий диск: 12 ГБ
- Операційна система: Windows 10 (64bit)
- DirectX: версії 11
- Мережа: широкосмугове підключення до Інтернету

## Оцінки
Гра піддавалася критиці за стереотипне зображення корінних американських (індіанських) народів як однорідного народу, а не різноманітної групи народів з різними культурами. А також критика була через те, що під час розробки жоден розробник не консультувався з корінними народами. Бейлі Ґірокс з журналу Vice розкритикував «расистський» і «стереотипний» вміст гри.